# Phlogacanthus colaniae
Phlogacanthus colaniae är en akantusväxtart som beskrevs av R. Ben.. Phlogacanthus colaniae ingår i släktet Phlogacanthus och familjen akantusväxter. Inga underarter finns listade i Catalogue of Life.